# Anna Lorenzetto
Anna Maria Lorenzetto (Roma, 18 aprile 1914 – Grosseto, 25 maggio 2001) è stata una pedagogista italiana.

## Biografia
Si laurea sia in filosofia (con Pantaleo Carabellese nel 1943) che in lettere (con Natalino Sapegno nel 1940). Dal 1945 al 1947 è assistente volontario all'Università di Roma prima presso la Facoltà di Filosofia poi presso quella di Psicologia.
Durante la Seconda Guerra Mondiale, fece regolare domanda per entrare nell'Esercito Italiano, nel quale era stato costituito sin dal 1945 il Caf, Corpo di assistenza femminile.
Dall'ottobre del 1945, inoltre, - e quindi sin dalla sua costituzione - entra a far parte del Comitato direttivo dell'Udi-Unione Donne Italiane Tuttavia il rapporto con l'Unione non fu semplice: “Rispetto al rapporto con il PCI e alle politiche di emancipazione, tensioni e divergenze si registrarono nell'Udi tra coloro che sostennero la «linea di “supporto” alla lotta operaia» […] e coloro che propendevano per l'autonomia. Un gruppo che annoverava le azioniste Anna Lorenzetto e Maria Comandini Calogero, nomi che rimandano a un deciso impegno civile e sociale, ne è un esempio l'ampia campagna contro l'analfabetismo ingaggiata da entrambe nel dopoguerra. Si trattava di figure con una solida statura intellettuale e politica, le quali, partendo dall'autonomia dell'individuo, principio cardine del socialismo liberale, proiettavano il discorso sull'emancipazione lungo un orizzonte capace di tenere insieme aspetti diversi. Sulla funzione dell'Udi, le donne del Pd'A, pur aderendovi, nutrivano più di un dubbio sin dalla fondazione, sia per quanto concerneva l'autonomia dal Pci sia la sua reale funzione di centro di aggregazione femminile.”
È fra i fondatori dell'Unione Nazionale per la Lotta contro l'Analfabetismo (UNLA) di cui viene eletta presidente nel 1964 (ne era vicepresidente dal 1961 durante la presidenza di Francesco Saverio Nitti e Vincenzo Arangio Ruiz) e sempre confermata fino al 1981, con l'intervallo di due anni allorché viene chiamata nel 1971 dall'UNESCO a dirigere a Parigi la Divisione alfabetizzazione e la Divisione educazione degli adulti.
Come presidente del Comitato Promotore dell'UNLA, intraprende nel 1947 un'opera di alfabetizzazione del sud Italia, attività che avrà un'importante incidenza nella vita civile del Paese.
Tra il '47 e il '48 lavora ad una ricerca sulla situazione socio-economico-culturale in 99 comuni della Calabria e della Basilicata. Sempre nel 1947 dà vita in Basilicata al Movimento popolare dei Comitati Comunali per la lotta contro l'analfabetismo. Il successo è tale che il Provveditore agli Studi vuole la collaborazione dell'UNLA per creare le scuole per adulti previste dalla normativa vigente (Legge del 17 dicembre 1947).
Nel 1949 la Lorenzetto crea i primi Centri di Cultura Popolare dell'UNLA, che vedranno una diffusione capillare in tutto il sud Italia. Questa realtà viene descritta in due documentari commissionati dalla stessa studiosa: il primo, del 1951 e diretto da Michele Gandin si intitola "Cristo non si è fermato a Eboli"; il secondo, di qualche anno più tardi e sempre dello stesso regista si intitola "Non basta soltanto l'alfabeto". Entrambi vengono premiati alla Mostra del Cinema di Venezia.
Sempre nel 1951 iniziò anche un progetto per due classi sperimentali dell'UNLA in Calabria con Maria Montessori, di cui era stata allieva da bambina per breve tempo; tuttavia la collaborazione dovette interrompersi a causa della morte della prestigiosa studiosa marchigiana.
Per questa sua incessante attività a favore della diffusione della democrazia e della conoscenza attraverso l'UNLA, nel 1958 viene insignita del premio Feltrinelli.
Diviene poi nel 1968 professore ordinario di Educazione degli adulti all'Università degli studi di Roma "La Sapienza" (Facoltà di Magistero divenuta in seguito parte dell'Università degli studi Roma Tre), dopo aver conseguito nel 1967 la libera docenza in Istruzione degli adulti.

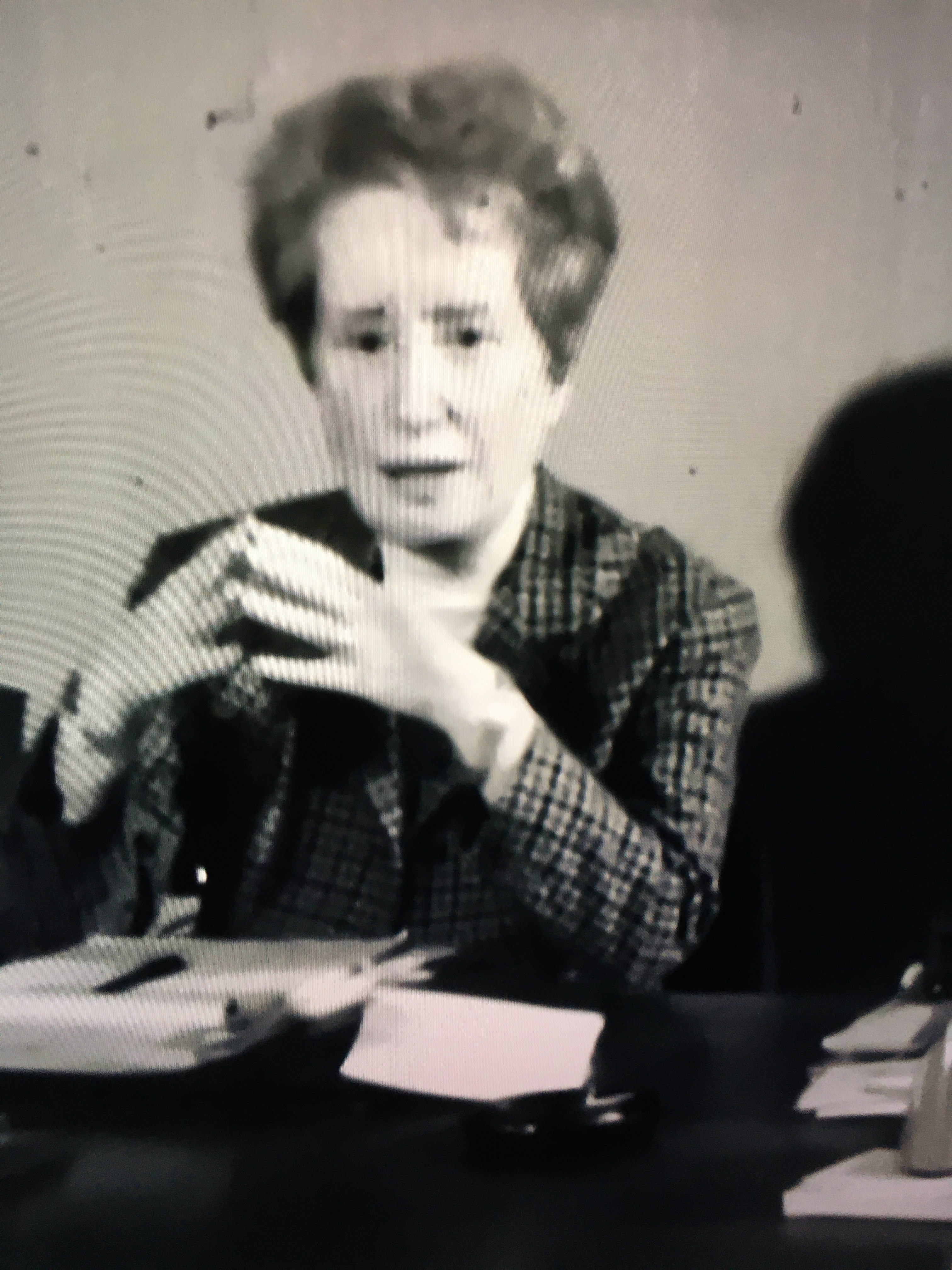
Anna Lorenzetto, 1968

È stata anche membro del comitato direttivo della Commissione Nazionale Italiana UNESCO.
Nel 1970 viene insignita dall'UNESCO del premio "Nadezhda K. Krupskaya" e nel 1977 della Medaglia d'oro dei benemeriti della scuola, della cultura e dell'arte.
Conclusa la sua attività universitaria si trasferisce a Porto Ercole in provincia di Grosseto, muore a Grosseto nel 2001.

## La campagna di alfabetizzazione di Cuba
Nel 1961 ebbe inizio a Cuba una campagna a favore della lotta all'analfabetismo e l'UNESCO incaricò Anna Lorenzetto e Karel-Neys, uno studioso statunitense, di condurre uno studio sul progetto cubano. La loro missione si compì dal 27 febbraio al 27 marzo 1964. Il risultato fu che la presenza di analfabeti a Cuba era stimata al di sotto del 4%, un livello inferiore a quello stabilito dal target delle Nazioni Unite.
Il successo veniva ricondotto alla volontà popolare e all'impegno dei castristi in questo senso, e queste motivazioni furono riportate in un documento stampato dall'UNESCO nel 1965, ma che non fu reso accessibile al pubblico per l'evidente imbarazzo che una così entusiastica adesione ai metodi e ai risultati dell'iniziativa cubana contro l'analfabetismo poteva suscitare in un organismo internazionale durante gli anni della Guerra Fredda.
Il testo è stato poi pubblicato col titolo Methods and Means Utilized in Cuba to Eliminate Illiteracy: Study Done by a Unesco Mission in March, 1964

## Opere
- Alfabeto e analfabetismo. Roma, Armando Armando, 1962
- Alfabeto e società. 1963
- La scoperta dell'adulto. 1964
- La scuola assente. 1968
- Lineamenti storici e teorici dell'educazione permanente. Roma, Edizioni Studium, 1976
- Verso un ecosistema educativo. Società/Ambiente/Progetto. Roma, Edizioni Studium, 1988
- Dal profondo Sud. Storia di un'idea. Roma, Edizioni Studium, 1994

Ha inoltre diretto dal 1964 al 1971 la rivista «Realtà e problemi dell'educazione degli adulti».